# J.-H. Rosny aîné
J.-H. Rosny aîné, seudónimo de Joseph Henri Honoré Boex, nacido el 17 de febrero de 1856 en Bruselas y murió el 15 de febrero de 1940 en París, es un autor francés de origen belga, uno de los grandes fundadores de la ciencia ficción moderna.

## Biografía

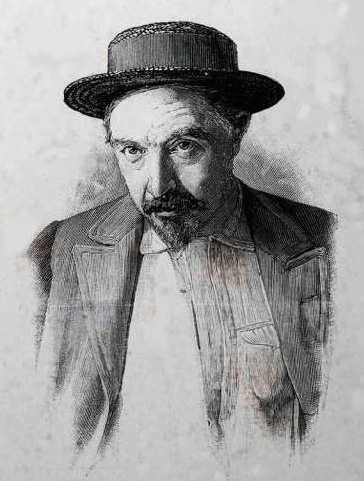
J.-H. Rosny aîné, miembro de la Academia Goncourt, en la edición del desaparecido diario L'Illustration del 1 de abril de 1896.

Después de una infancia en Bruselas, estudió ciencias en matemáticas, física, química y ciencias naturales. Después se va a Londres en 1874, donde se casa. En noviembre de 1883, se trasladó a París. Publica solo, su primera novela en 1886: Nell Horn de l'armée du Salut. En 1887, comenzó a escribir y publicar, con su hermano, bajo el seudónimo de J. H. Rosny. Para Pierre Versins, «Es innegable que la participación del anciano era preponderante. Su estilo y tema son bastante reconocibles». Un sentimiento compartido por Michel Desbruyères para quien «el talento no se divide bastante equitativamente entre los dos hermanos [...]. Obviamente, fue Joseph-Henri [...] quien resultó ser el verdadero creador.» Su primer libro, Nell Horn de l'armée du Salut (1886), se ve influido por el naturalismo. Es uno de los firmantes del famoso Manifiesto de los Cinco, que critica a Émile Zola.  En 1887, publica Les Xipéhuz, cuya acción tiene lugar en una prehistoria lejana y ve a los humanos reunirse e inteligencia no orgánica (algunos comentaristas recientes hablan de extraterrestres, pero nada en las noticias puede afirmar que esta vida minero-eléctrica proviene de otro lugar que no sea de la tierra). Rosny también compartirá su "obra fantástica" entre historias de ciencia ficción (cuyo término aún no existe) e historias prehistóricas, como Vamireh (1892, escrita con su hermano y considerada la primera novela prehistórica verdadera) y especialmente La Guerre du feu (1909). Fue en 1897 que J.-H. Rosny es nombrado caballero de la Legión de Honor.
Sus obras más conocidas de "ciencia ficción" incluyen Le Cataclysme (1888, reeditado en 1896), Un Autre Monde (1895), La Mort de la Terre (1910), La Force mystérieuse (1913), Les Navigateurs de l'infini (1925). En 1908 , los hermanos Rosny dejaron de publicar en forma conjunta: Joseph-Henri luego firmó como « J.-H. Rosny aîné », y Séraphin-Justin como «J.-H. Rosny jeune».
En su testamento, Edmond de Goncourt nombra a los hermanos J.-H. Rosny como futuros miembros de la Sociedad Literaria Goncourt. Más conocido bajo el nombre de Goncourt Academia, fue reconocida oficialmente el 1 de marzo de 1900. El primer premio Goncourt fue concedido el 26 de febrero de 1903. J.-H. Rosny aîné fue presidente de este organismo desde 1926 hasta su muerte en 1940, cuando J.-H. Rosny jeune se hace cargo.

## Datos adicionales
Naturalizado francés el 31 de mayo de 1890, no renunció a la ciudadanía belga: Joseph Henri Boex tenía así la doble nacionalidad.
El 5 de diciembre de 1935, los 2 hermanos firmaron una convención literaria que asigna formalmente trabajos escritos en colaboración.

## Influencia

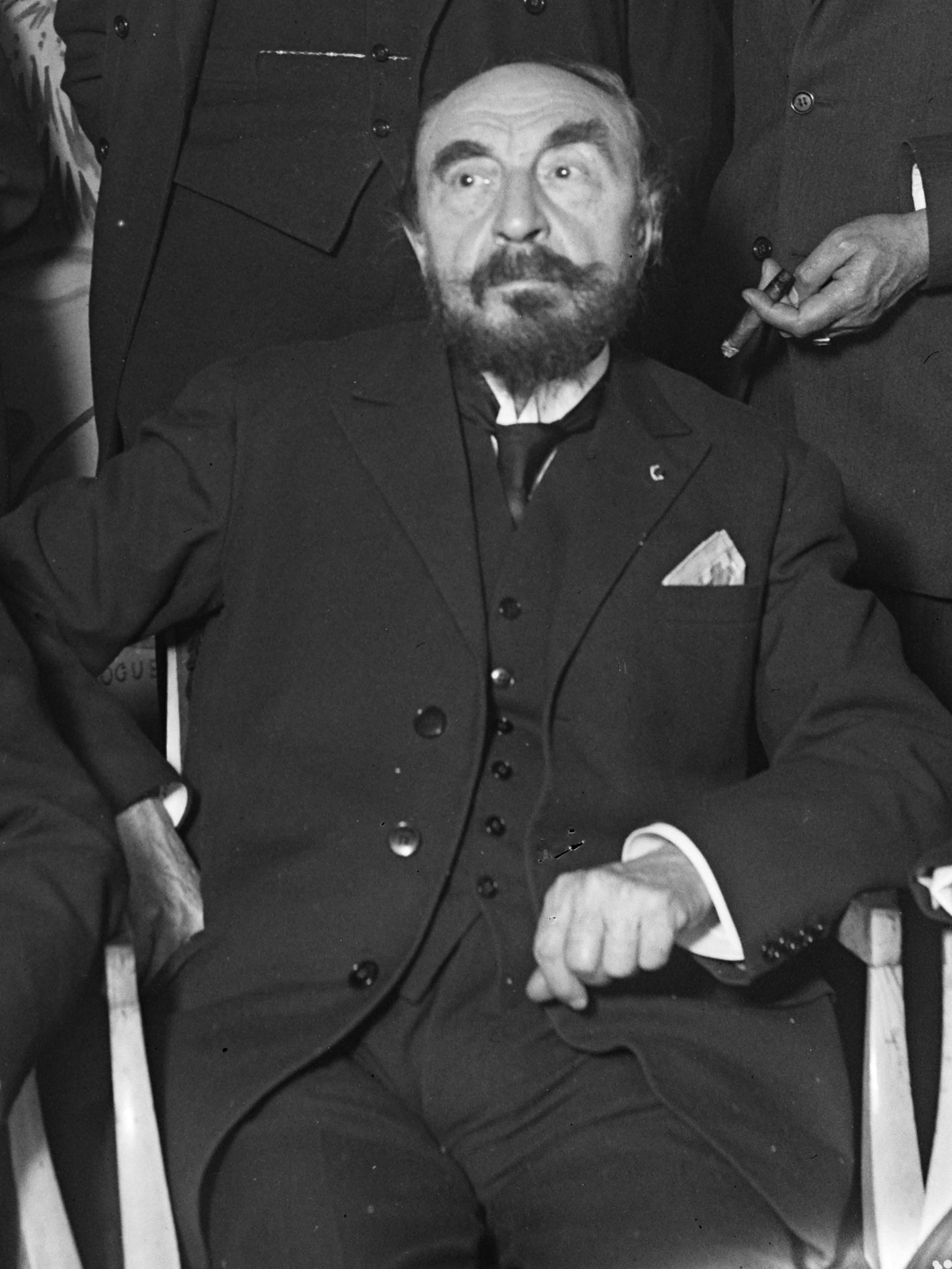
J.-H. Rosny anciano en noviembre de 1926.

J.-H. Rosny aîné puede ser considerado uno de los autores fundadores de la ciencia ficción. Sus cataclísmicas historias fueron publicadas antes que las de H. G. Wells. Su influencia fue considerable: Arthur Conan Doyle volvió a encuadrar su Force mystérieuse en su Ceinture empoisonnée. Su corta novela Les Navigateurs de l'infini (1925), a veces considerada su obra maestra, introdujo el término "astronáutica". Otra historia, La Jeune Vampire (1913), describe al vampirismo como una modificación genética hereditaria, un enfoque no fantástico (el vampirismo es una explicación científica).que será retomado en 1954 por el escritor estadounidense Richard Matheson en su novela I Am Legend.
Su nombre fue dado a un premio literario de ciencia ficción en francés: el Prix Rosny-Aîné.

## Obras
- Nell Horn de l'Armée du Salut (1886)
- Les Xipéhuz (1887)
- Tornadres (1888, reeditado en 1896 bajo el título Le Cataclysme) Gallica
- La Légende sceptique (1889)
- Tabubu (1893)
- Un Autre monde (1895)
- Les Origines (1895)
- Les Profondeurs de Kyamo (1896)
- Amour étrusque (1898), bajo el seudónimo de Enacryos
- Les Femmes de Setnê (1903), bajo el seudónimo de Enacryos
- L'Epave (1903)
- La Guerre du feu (1909, serializado — 1911 por volumen)
- La Vague rouge (1909)
- La Mort de la Terre (1910)
- La Jeune Vampire (1911)
- Les Rafales (1912)
- La Force mystérieuse (1913)
- Le Trésor dans la Neige (1913)
- Le Coffre fort (1913)  Gallica
- L'Aube du Futur (1916)
- L'Énigme de Givreuse (1916)
- Le Félin géant (1918)
- La Grande Énigme (1920)
- La Comtesse Ghislaine (1920)
- L'Étonnant Voyage de Hareton Ironcastle (1922)
- Les sciences et le pluralisme, Alcan, Nueva colección científica (1922).
- L'Amour d'abord (1923)
- Pensées errantes (1924)
- Les Autres Vies, les Autres Mondes (1924)
- L'Assassin surnaturel (1924) (noticias)
- La Terre noire (1924)
- Les Navigateurs de l'infini (1925)
- Les Femmes des autres (1925)
- Le Trésor lointain (1926)
- La Femme Disparue (1926)
- Carillons et sirènes du Nord (1928)
- Les Conquérants du Feu (1929)
- Les Hommes-Sangliers (1929)
- Helgvor du Fleuve Bleu (1929)
- Au Château des Loups Rouges (1929)
- L'Initiation de Diane (1930)
- Ambor Le Loup (1931)
- Napoléon Le Grand (1931)
- La Sauvage Aventure (1932)
- Un Voleur (1932)
- Les Compagnons de l'Univers (1933)
- Le Vampire de Bethnal Green (1935)